# Liga Nacional de Básquetbol de Bolivia
La Liga Nacional de Básquetbol de Bolivia 2022 (LNB) es el primer torneo de baloncesto de clubes en Bolivia de forma paralela y privada a la Liga Boliviana de Básquetbol. El torneo es organizado por la Liga Nacional de Clubes de Bolivia y es el primer torneo televisado en el país vendiendo los derechos televisivos a los 10 equipos participantes.

## Historia
La Liga Nacional de Básquetbol de Bolivia nació en la gestión 2021 y se hizo realidad en el año 2022 dando lugar al primer torneo oficial donde 10 clubes lucharían por el título de campeón de la primera versión del campeonato transmitido para todo el país por la empresa Sports TV Rights y televisado por la cadena de televisión Tigo Sports. Con 10 de los clubes más importantes de Bolivia por varias diferencias con la Federación Boliviana de Básquetbol se vieron forzados de separarse del ente federativo y lanzar un nuevo campeonato en buscar de mejor independencia económica.
La primera edición tuvo como primer equipo campeón al Club Atlético Nacional Potosí, equipo que solo perdió un partido en la primera fase del torneo acabando con un récord de 9-1, y para la fase final de play-offs acabó con el récord de 6-1 venciendo a Rubair en la final 2-0 para alzarse con la copa de campeón.

## Equipos participantes

### Temporada 2022
| Equipo                         | Ciudad     | Temp | Estadio                           | Capacidad |
| ------------------------------ | ---------- | ---- | --------------------------------- | --------- |
| Club Atlético Nacional Potosí  | Potosí     | 1    | Coliseo Ciudad de Potosí          | 10.000    |
| Club Deportivo Calero          | Potosí     | 1    | Coliseo Ciudad de Potosí          | 10.000    |
| Club Atlético Ramallo Lafuente | Oruro      | 1    | Coliseo Eduardo Leclere Polo      | 10.000    |
| Club Atlético Nacional CAN     | Oruro      | 1    | Coliseo Eduardo Leclere Polo      | 10.000    |
| Club And-1                     | La Paz     | 1    | Coliseo Julio Borelli Viteritto   | 7.500     |
| Club Rubair                    | Cochabamba | 1    | Coliseo Evo Morales Max Fernandez | -         |
| Club Peñarol                   | Cochabamba | 1    | Max Fernández                     | -         |
| Club La Salle Olympic          | Cochabamba | 1    | Coliseo Grover Suárez             | 1.500     |
| Club Amistad                   | Chuquisaca | 1    | Polideportivo Garcilazo           | 10.000    |
| Club Universidad               | Santa Cruz | 1    | Coliseo Gilberto Pareja           | -         |